# Less Than Jake
Less Than Jake — американская панк-группа из города Гейнсвилл, Флорида. Основанная в 1992 году, как пауэр-поп трио, группа стала играть разновидность ска-панка. В музыке Less Than Jake также чувствуется влияние многих жанров, включая пост-гранж, хеви-метал, альтернативный рок и поп-панк. На данный момент группа записала восемь студийных альбомов и множество синглов и сборников.

## История

### Начало карьеры
До Less Than Jake вокалист и гитарист Крис Демакес, барабанщик Винни Фиорелло и басист Шон Гриф создали группу Good Grief. В то время они учились в школе Порт Шарлотт. Good Grief распалась, когда Крис поступил в Флоридский университет. Пока Шон был в Нью-Йорке, Крис и Винни начали писать песни по выходным. Затем Винни присоединился к Крису в университете, и они решили, что им нужен басист, но прежде им нужно имя. Название группы произошло от имени собаки Винни, Джейка. 13 июля 1992 года появилась группа Less Than Jake.
После нескольких недель игры с другим басистом они встретили Роджера Манганелли, гитариста, который также поступил в Университет Флориды. Поиграв с Рождером несколько часов, группа уволила предыдущего басиста. В 1993 году группа начала сотрудничество с игроком на тромбоне Джессикой, Миллз и записала релиз Smoke Spot, выпущенный самостоятельно в количестве 300 экземпляров. Вскоре после этого в группу вступил второй тромбонист, Бадди Шауб.

## Дискография
Альбомы
- Pezcore (1995)
- Losing Streak (1996)
- Hello Rockview (1998)
- Borders & Boundaries (2000)
- Anthem (2003)
- B Is for B-sides (2004)
- In With the Out Crowd (2006)
- GNV FLA (2008)
- Greetings & Salutations (2012)
- See the Light (2013)